# ダフネ・オラム
ダフネ・オラム（Daphne Oram、1925年12月1日 - 2003年1月5日 ）は、イギリスで活動した作曲家、電子音楽家として知られている。また、デズモンド・ブリスコーと共にBBCレディオフォニック・ワークショップを創設し、最初のスタジオ・マネージャーを務めた。1957年には彼女の名前を冠した電子音の生成機 Oramics の制作も行っている。
1956年、BBCの依頼でサミュエル・ベケットは作品「All That Fall」（1957年制作のラジオ放送劇）を書くが、その制作において彼女はブリスコーと共に音響効果を担当していた。
2011年8月号の Wire 誌では彼女の音楽に関する詳細な特集が組まれている。

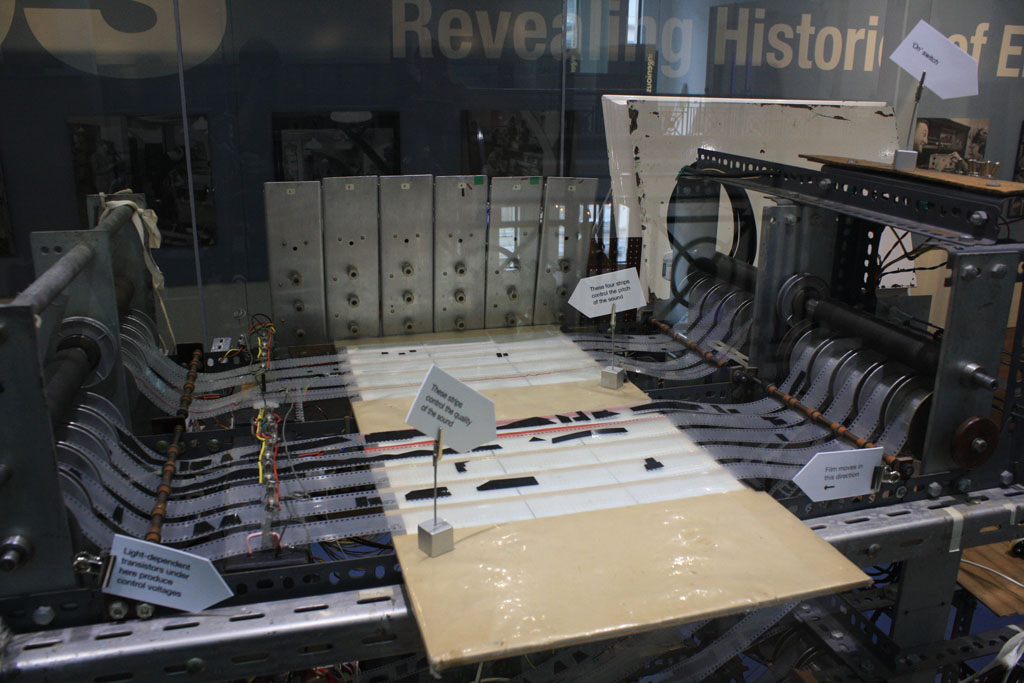
ロンドンの科学博物館で展示された Oramics (2011)